# Hidroelektrana Gojak
Hidroelektrana Gojak ili HE Gojak je protočna (točnije akumulacijsko/protočna) hidroelektrana koja ima brane na rijekama Ogulinskoj Dobri i Zagorskoj Mrežnici, a strojarnicu na Gojačkoj Dobri. Prema planovima na rijeci Dobri bi trebalo biti 5 hidroelektrana, a uz HE Gojak je 2010. puštena u rad i HE Lešće. Ukupna instalirana snaga HE Gojak je 55,5 MW (3 Francisove turbine x 18,5 MW iz 1959. i obnovljene 2006.). Raspoloživi konstruktivni pad vode je 118 metara. Ukupni instalirani volumni protok je 57 m3/s (3 x 19 m3/s). Srednja godišnja proizvodnja električne energije je 191 GWh, dok je masimalna proizvodnja bila 280 GWh (2010.). HE Gojak je puštena u pogon 1959.

## Umjetno jezero Sabljaci
Pravi biser ogulinskog kraja je umjetno jezero Sabljaci, udaljeno svega oko 3 kilometra od Ogulina. Jezero Sabljaci je umjetno stvoreno jezero u svrhu akumuliranja vode rijeke Zagorska Mrežnica za potrebe proizvodnje električne energije HE Gojak. Ovo jezero je tunelom povezano s jezerom Bukovnik udaljenim oko kilometar i pol, odakle se nastavlja tunel prema Hidroelektrani Gojak, udaljenoj desetak kilometara od Ogulina. Površina jezera Sabljaci je oko 170 hektara, pa zauzima jedanaesto mjesto u nizu jezera Hrvatske. Zbog toga ga mnogi zovu "Ogulinsko more". Na jezeru se održavaju preko ljeta "Jezerske igre", razni sportovi na vodi kao što su veslanje, jedrenje, plivanje i ronjenje, sportski ribolov i drugo. Rijeka Zagorska Mrežnica izvire u Ogulinkom Zagorju i skuplja se u umjetno jezero Sabljaci.

## Umjetno jezero Bukovnik
Još jedno jezero čini rijeka Dobra nešto prije nego što ponire u Đulinom ponoru. Naime, negdje oko jedan kilometar udaljeno od centra Ogulina na rijeci Dobri je podignuta brana, te je na taj način stvoreno još jedno umjetno jezero Bukovnik. Iz tog jezera se kanalima dugima i do 30 kilometara voda odvodi do Hidroelektrane Gojak, gdje pomoću nje dobivamo električnu energiju.